# Одесское мореходное училище
Одесский специальный колледж им. А.И. Маринеско Одесской национальной морской академии (Одесское мореходное училище) — одно из старейших морских учебных заведений Украины.

## Об училище
Мореходное училище им. А. И. Маринеско — база подготовки специалистов среднего и старшего офицерского составов морехозяйственного комплекса.
Училище имеет кабинеты и лаборатории, оборудованные в соответствии с международными требованиями для подготовки специалистов морской отрасли, механическую мастерскую, спорткомплекс (спортзал, бассейн, водная станция), библиотеку, клуб, столовую. Имеется общежитие, где есть все условия для проживания и отдыха курсантов. В 2000 году училище занесено в международный реестр морских учебных заведений (справочник ИМО).
Начальник училища — Жовтяк Кирилл Иванович.

## Обучение
Специальности, по которым проводится обучение:
- судовождение,
- эксплуатация судовых энергетических установок,
- организация перевозок и перегрузок на водном транспорте,
- эксплуатация средств механизации и автоматизации перегрузочных работ на морском транспорте.

Квалификационный уровень: младший специалист.
Формы обучения: дневная, заочная.

## Выпускники
См. Категория:Выпускники Одесского мореходного училища